# Place du Travail
La place du Travail (Пло́щадь Труда́, plochtchad Trouda), anciennement place de l'Église, place de la Cathédrale puis place Sainte-Catherine, est une place du centre-ville d'Iekaterinbourg en Russie, la plus ancienne de la ville sur la rive gauche. Elle est traversée par la perspective Lénine.

## Situation
La place du Travail se trouve dans la partie historique de la ville, à l'est du barrage sur l'Isset. Elle est délimitée à l'ouest par la rue Maxime Gorki; à l'est par la rue Pouchkine; au sud par un bâtiment administratif (ancien siège du comité régional du PCUS et du Komsomol, n° 34 perspective Lénine); au nord par le palais Sevastianov (ancienne maison des Syndicats, n° 35 perspective Lénine) et par le musée de histoire de la taille de pierre et de l'art joaillier (ancienne pharmacie des Mines, n° 37 perpective Lénine) et l'entrée sud du square Popov, où se trouve la statue d'Alexandre Popov, précurseur de la radio.
Le milieu de la place est occupé par un bassin avec la fontaine de la « fleur de pierre » (nommée d'après un conte russe) qui est une structure métallique en forme de bol à plusieurs étages, ressemblant à une fleur.

## Histoire
La place du Travail a pris sa forme au tournant des années 1920 et 1930, lorsque la cathédrale Sainte-Catherine est démolie par les autorités communistes au cours d'une campagne d'athéisme. La composition principale de la place se trouve dans le bâtiment du comité exécutif régional du PC de Sverdlovsk (nom à l'époque de la ville), dont le complexe est construit à l'emplacement d'anciens hôtels particuliers en pierre. Ce bâtiment imposant ferme le territoire de la place. L'ensemble architectural et la place du Travail est un monument du constructivisme.
En 1925-1928, le 1er immeuble du conseil municipal est érigé entre les rues Pouchkine et Tolmatchev, au rez-de-chaussée duquel se trouvait un magasin.
En face de la rue, la maison des Communications (poste principale) est construite à côté de l'ancienne pharmacie des Mines, construite dans les années 1820. Plus loin, l'on trouve le palais Sevastianov (construit en 1866 par Padoutchev), emblème de la ville, avec ses façades néogothiques finement ouvragées en vert et blanc. Il a servi de tribunal régional, puis de maison des syndicats.
La fontaine de la fleur de pierre se trouve à l'emplacement de la cathédrale Sainte-Catherine démolie en 1930 et la chapelle Sainte-Catherine, terminée en 1998, à l'emplacement de l'autel de la cathédrale disparue.
Le 14 août 1998 est inauguré pour le 275e anniversaire de la fondation de la ville le monument des fondateurs d'Ekateribourg avec deux statues en pied: celle de Vassili Tatichtchev et celle de Georg Wilhelm von Henning.

## Ensemble architectural
- Édifice administratif (34 perspective Lénine / 11 rue Pouchkine)
- Palais Sevastianov (35 perspective Lénine)
- Pharmacie du département des Mines (37 perspective Lénine)
- Poste principale (39 perspective Lénine)
- 1er immeuble d'habitations du conseil municipal (36 perspective Lénine)

## Transport
La place est traversée par la perspective Lénine. L'arrêt de différentes lignes d'autobus « Place du Travail » (Plochtchad Trouda) se trouve à l'angle de la perspective Lénine et de la rue Pouchkine. La station de métro la plus proche est à 450 m au sud-ouest: « Place 1905 » (Plochtchad 1905).

## Photographies

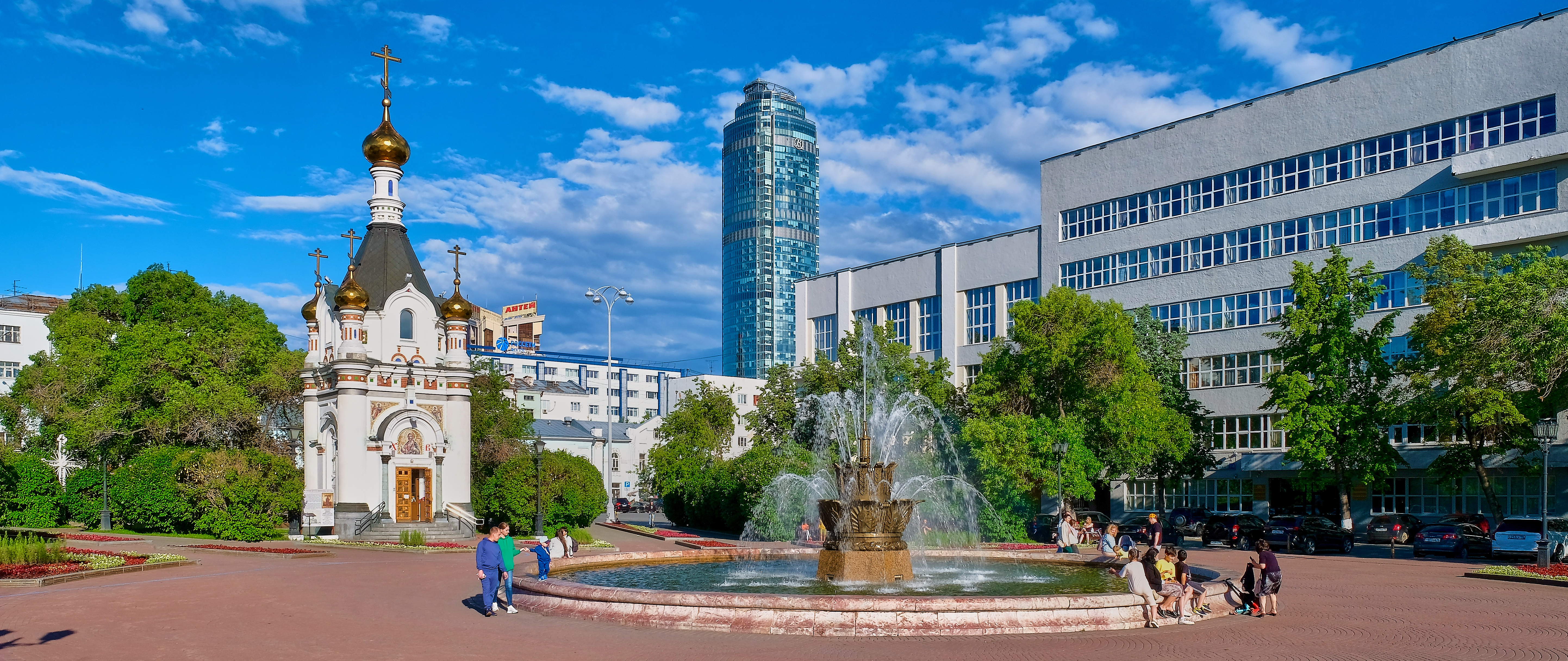
Fontaine de la fleur de pierre au milieu de la place.
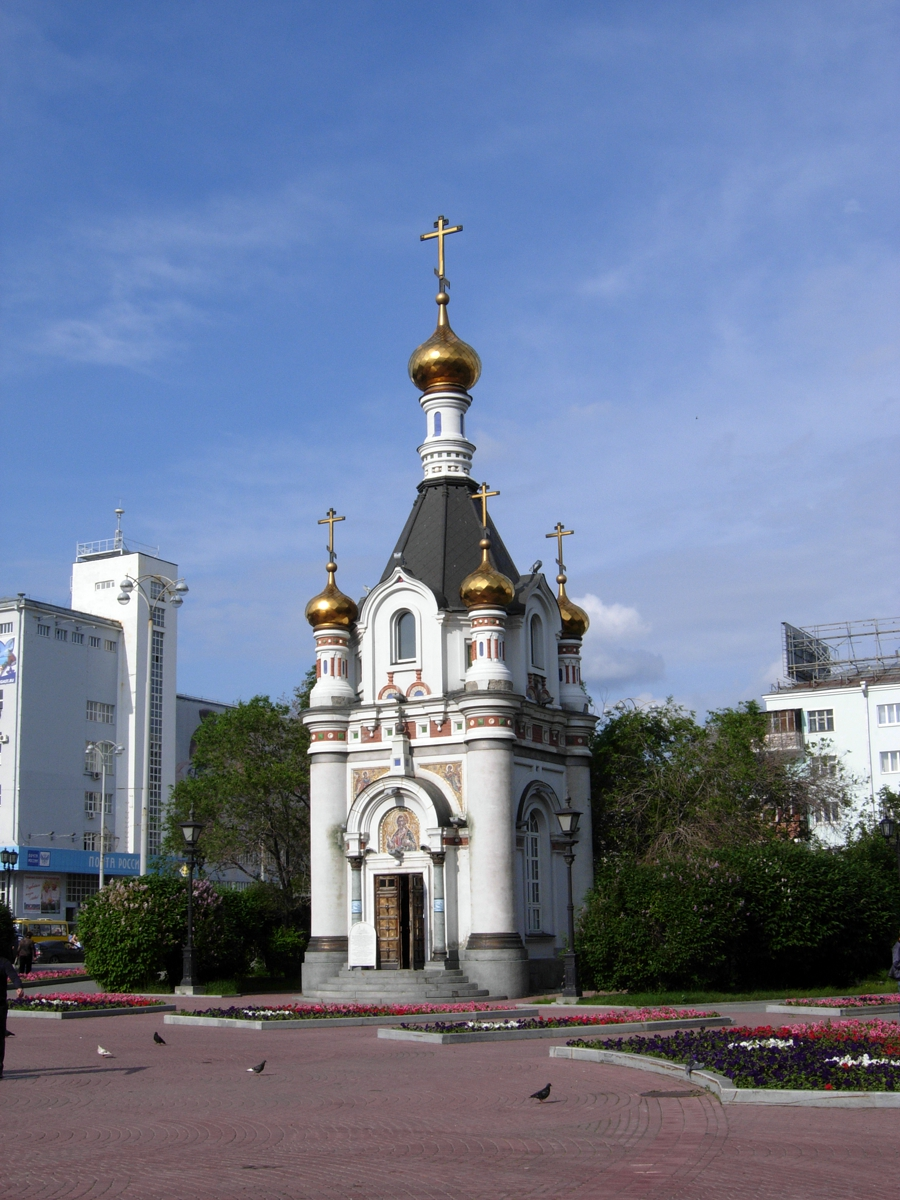
Chapelle Sainte-Catherine.
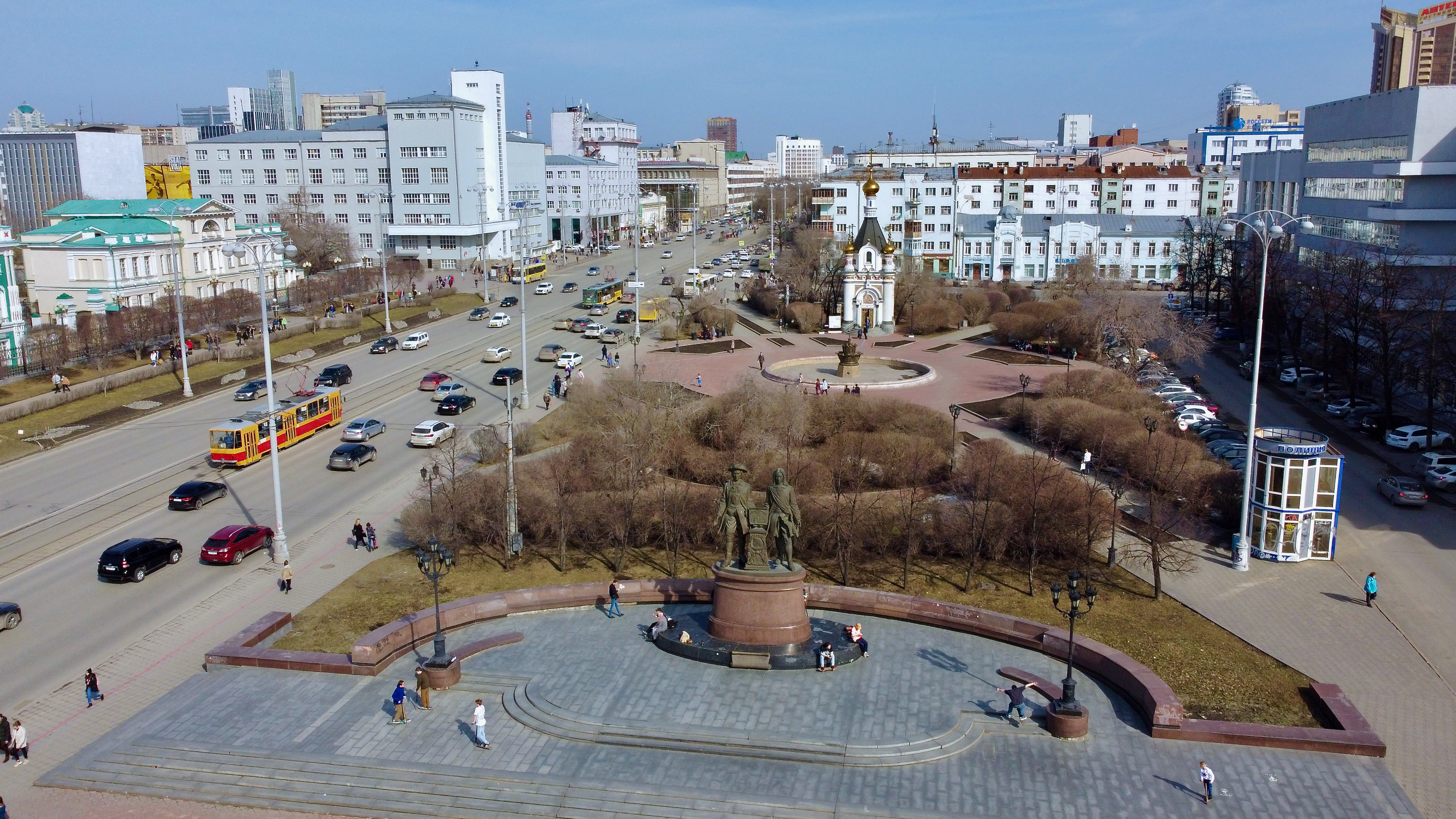
Monument des fondateurs de la ville d'Iekaterinbourg.
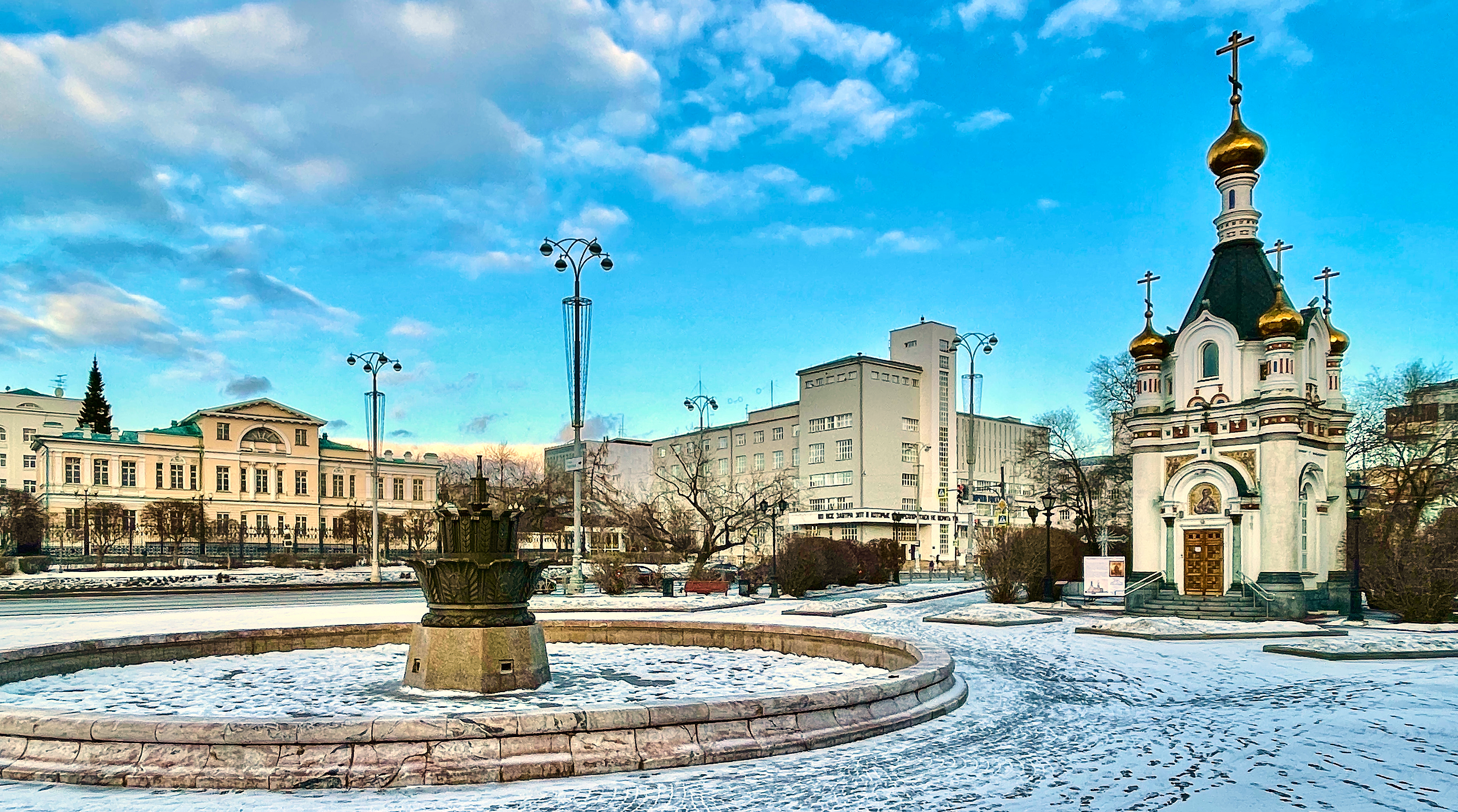
Vue hivernale.